# Kaeloo
Kaeloo – francuski serial animowany stworzony przez Rémi Chapotot i Jean-François Henry. Premiera serialu odbyła się 6 czerwca 2010 roku na antenie Canal+ Family we Francji. W Polsce premiera serialu odbyła się 6 sierpnia 2018 roku na kanale teleTOON+.

## Fabuła
Serial Kaeloo opowiada o przygodach grupy antropomorficznych zwierząt: Kaeloo, Wiewióra, Pana Kota oraz Kwa-Kwa. Od drugiego sezonu dołącza do nich również Priti, Agi, Olaf, Siedem Sióstr Wiewióra oraz La Règle. Bohaterowie zawsze znajdują sposoby na walkę z nudą, bawiąc się na swojej fikcyjnej planecie "Śliczna Kraina". Większość zabaw jest jednak zakłócana przez chciwość Pana Kota, przemianę Kaeloo w jej agresywne alter-ego pod wpływem negatywnych emocji, czy restrykcyjne zasady La Règle.

## Postacie

### Główne postacie
- Kaeloo (Emmanuel Garijo po francusku oraz Dominika Kluźniak w polskiej wersji). Główna bohaterka serialu i postać tytułowa. Zazwyczaj organizuje zabawy będące tematem odcinków. Jest emocjonalnie niestabilną, wesołą i optymistyczną żabą. Pan Kot często celowo irytuje Kaeloo (np. torturując Kwa-Kwa, oszukując w grach lub niszcząc je), aby sprowokować jej przemianę w tzw. Złą Kaeloo. W oryginalnej wersji serialu Kaeloo nie ma jasno określonej płci, co jest powracającym gagiem w serialu.
- Pan Kot (Philippe Spiteri po francusku oraz Grzegorz Pawlak w polskiej wersji) Kot i chciwy oszust, który najczęściej psuje wszystkie zabawy. Mimo jego trudnego charakteru, Kaeloo wydaje się być w nim zakochana, co sugerują niektóre odcinki. Mimo iż wydaje się bezduszny, Pan Kot często jest lojalny wobec Kaeloo podczas zabaw, stając po jej stronie, gdy inni bohaterowie są przeciwko niej. W dzieciństwie miał złe relacje z rodziną, zwłaszcza z braćmi, co ostatecznie doprowadziło go do ucieczki.
- Wiewiór (Rémi Chapotot po francusku oraz Klaudiusz Kaufmann w polskiej wersji) energiczna wiewiórka, będąca jednym z głównych bohaterów serialu. Wiewiór charakteryzuje się impulsywnym zachowaniem oraz jest częstym obiektem kpin. Jednym z jego najbardziej rozpoznawalnych zachowań jest reakcja na zdziwienie lub brak zrozumienia – w takich momentach jego głowa wygina się w nienaturalny sposób, a szyja znacznie się wydłuża, co stanowi jego charakterystyczną cechę fizyczną.
- Kwa-Kwa (Rémi Chapotot) kaczka która zazwyczaj je jogurt i spędziła większość swojego życia w laboratorium. Jego rodzice zostali zabici przez myśliwego, kiedy Kwa-Kwa jeszcze znajdował się w jajku. W przeciwieństwie do swojego najlepszego przyjaciela, Wiewióra, Kwa-Kwa jest bardzo inteligentny, ale silnie uzależniony od jogurtu. Nie potrafi mówić, a jedynymi dźwiękami, które może wydawać, są odgłosy przypominające "kwa". Często pada ofiarą tortur Pana Kota, który stara się w ten sposób sprowokować Kaeloo do przemiany w jej agresywne alter ego, Złą Kaeloo.

### Postacie drugoplanowe
Od sezonu pierwszego pojawiało się jedenaście postaci drugoplanowych.
- Owce (Rémi Chapotot) Postacie drugoplanowe w serialu. Są kosmitami, którzy udają owce, mimo że Kaeloo darzy je dużą sympatią. W trakcie trwania serialu ich wygląd ulegał znacznym zmianom, a od czwartego sezonu zyskały zdolność mówienia.

#### Od sezonu 2
- Priti (Dorothée Pousséo po francusku oraz Matylda Damięcka) Egoistyczny, irytujący królik,  z zamiłowaniem do mody, mediów społecznościowych i innych współczesnych trendów. Jest zakochana w Panu Kocie, jednak jej uczucia nie są odwzajemnione.
- Agi (Rémi Chapotot) Siostra-bliźniaczka Priti. W przeciwieństwie od Priti jest przyjazna i miła, lecz bardzo wrażliwa, i nawet żart może ją doprowadzić do smutku i łez.
- Olaf (Féodor Atkine po francusku oraz Mateusz Lewandowski) Pingwin o imperialistycznych skłonnościach, pochodzący z ZSRR, który ma zamiłowanie do lodu. Olaf posiada kostkę lodu, z którą wziął „ślub”, oraz lodówkę-robota, która pełni rolę jego osobistego asystenta.

#### Od sezonu 5
- La Regle (Valentin Papoudof) to robot, który często wprowadza do zabaw przesadzone, niepotrzebne i irytujące zasady. Stosuje surowe kary za ich łamanie. Jest pierwszym faktycznym antagonistą serialu.
- Siostry Wiewióra (Emilie Rollot) siedem sióstr wiewióra.
  - Vitamine
  - Lavande
  - Nombril
  - Poucave
  - Violasse
  - Cramoisie
  - Ardoise

## Odcinki
| Sezon          | Sezon | Liczba odcinków | Liczba odcinków | Pierwsza transmisja          | Pierwsza transmisja | Pierwsza transmisja  |
| Sezon          | Sezon | Liczba odcinków | Liczba odcinków | Francja                      | Francja             | Francja              |
| Sezon          | Sezon | Liczba odcinków | Liczba odcinków | Data debiutu                 | Data końca          | Kanał transmisji     |
| -------------- | ----- | --------------- | --------------- | ---------------------------- | ------------------- | -------------------- |
|                | 1     | 52              | 52              | 6 czerwca 2010               | 28 lipca 2011       | Canal+ Canal+ Family |
|                | 2     | 52              | 52              | 12 stycznia 2012 (zapowiedź) | 22 stycznia 2023    | Canal+ Canal+ Family |
| 1 grudnia 2012 | 2     | 52              | 52              |                              | 22 stycznia 2023    | Canal+ Canal+ Family |
|                | 3     | 46              | 1               | odcinek specjalny            | 10 marca 2018       | TéléTOON+            |
| 45             | 3     | 46              | 4 września 2017 |                              | 10 marca 2018       | TéléTOON+            |
|                | 4     | 52              | 52              | 6 stycznia 2020              | 10 grudnia 2020     | TéléTOON+            |
|                | 5     | 39              | 39              | 1 kwietnia 2023              | 13 kwietnia 2023    | Canal+ KIDS          |

### Sezon 1 (2010)
1. Si on jouait à la balle au prisonnier
2. Si on jouait aux docteurs
3. Si on jouait à 1, 2, 3… soleil
4. Si on jouait à lire des livres
5. Si on jouait à la magie
6. Si on jouait à la marelle
7. Si on jouait à Trap-trap
8. Si on jouait à la maîtresse
9. Si on jouait au gendarme et au voleur
10. Si on jouait à Jacques a dit
11. Si on jouait à Happy Rotter
12. Si on jouait au journal TV
13. Si on jouait à chasse-cache
14. Si on jouait à l'écologie
15. Si on jouait au prince charmant
16. Si on jouait à l’île de l'aventure du danger
17. Si on jouait à la paix
18. Si on jouait à la marchande
19. Si on jouait à papa-maman
20. Si on jouait à se faire peur
21. Si on jouait au babysitting
22. Si on jouait aux espions
23. Si on jouait aux trous d'airs
24. Si on jouait à la quête du Greul
25. Si on jouait au golf
26. Si on jouait au facteur
27. Si on jouait au jeu de piste
28. Si on jouait aux cowboys et aux indiens
29. Si on jouait à voyager dans le temps
30. Si on jouait aux grands
31. Si on jouait aux minopolistes
32. Si on jouait à faire de l'art
33. Si on jouait au cirque
34. Si on jouait à GoodBye Mr. Chat
35. Si on jouait au tribunal
36. Si on jouait aux chaises musicales
37. Si on jouait au paranormal
38. Si on jouait au permis de conduire
39. Si on jouait aux super pouvoirs
40. Si on jouait aux cosmonautes
41. Si on jouait au justicier masqué
42. Si on jouait aux détectives
43. Si on jouait au basket
44. Si on jouait à la chose venue de l'espace
45. Si on jouait à chaud… froid
46. Si on jouait "il était une fois"
47. Si on jouait au tennis
48. Si on jouait aux figurines
49. Si on jouait au gangster poker
50. Si on jouait à devine qui c'est
51. Si on jouait à la dinette
52. Si on jouait à Bye Bye Yoghurt

### Sezon 2 (2012)
1. Si on jouait aux gentlemen cambrioleurs
2. Si on jouait au jeu de la vérité
3. Si on jouait aux dangers domestiques
4. Si on jouait à faire du cheval
5. Si on jouait à Madame Chance
6. Si on jouait à ki c ka raison
7. Si on jouait aux toques toquées
8. Si on jouait au mariage
9. Si on jouait aux vacances… naufragés
10. Si on jouait au WPTM Catch Championship
11. Si on jouait au Fitness Shaolin
12. Si on jouait au McDaube
13. Si on jouait à la clone party
14. Si on jouait à la guerre des yaourts
15. Si on jouait à tutu à gogo
16. Si on jouait au chef d'orchestre
17. Si on jouait à Hallo, Hello, Ola
18. Si on jouait au cache-cache interdimensionnel
19. Si on jouait au manoir du crime
20. Si on jouait au Q.I. de Moignon
21. Si on jouait à cap ou cap
22. Si on jouait à la baballe
23. Si on jouait à Retour vers le super futur
24. Si on jouait à Retour vers le super passé
25. Si on jouait à la fin du monde
26. Si on jouait aux pirates : la Malédiction de Gogol Map
27. Si on jouait aux pirates 2 : la Vengeance de l'Empereur
28. Si on jouait au beach-volley
29. Si on jouait à la malédiction du pharaon
30. Si on jouait aux top models
31. Si on jouait à la boom
32. Si on jouait à la sitcom
33. Si on jouait à pierre, feuilles, ciseaux
34. Si on jouait à la corde à sauter
35. Si on jouait à la course de garçon de café
36. Si on jouait aux Desperados
37. Si on jouait à la comédie musicale
38. Si on jouait au doublage
39. Si on jouait à princesse contre princesse
40. Si on jouait à destination fatale grave
41. Si on jouait aux pompiers
42. Si on jouait à métro boulot dodo
43. Si on jouait au baseball
44. Si on jouait à carotte et co.
45. Si on jouait au karaoké
46. Si on jouait à saute-mouton
47. Si on jouait à Game Over, Level 1
48. Si on jouait à Game Over, Level 2
49. Si on jouait aux Jeux Zérolympiques
50. Si on jouait aux boulettes de papier
51. Si on jouait à Noël givré
52. Si on jouait à Noël givré, la suite

### Sezon 3 (2016)
1. Zabawmy się w odcinek bardzo specjalny
2. Zabawmy się w bank
3. Zabawmy się czyszczenie strychu
4. Zabawmy się w szkołę kłamców
5. Zabawmy się w mad-żabę
6. Zabawmy się w ocieplenie klimatu
7. Zabawmy się w małe przedsiębiorstwo
8. Zabawmy się w wampiry
9. Zabawmy się w za bródkę ja cię trzymam, ty mnie trzymasz, kto się zaśmieje dostanie… w twarz
10. Zabawmy się w śliczną TV
11. Zabawmy się w lajkowanie
12. Zabawmy się w zaświaty
13. Zabawmy się w wyższy gatunek
14. Zabawmy się w oszczędzanie
15. Zabawmy się w dziedziniec cudów
16. Zabawmy się w Elita vs Rasta
17. Zabawmy się w rozpaczliwie poszukując Urszuli
18. Zabawmy się w mitologię
19. Zabawmy się w barani głos
20. Zabawmy się w wojnę
21. Zabawmy się w wiedźmę
22. Zabawmy się w "co robi twój ojciec?"
23. Zabawmy się w grę o tron
24. Zabawmy się w drzwi
25. Zabawmy się w bajeczki
26. Zabawmy się w brum brum
27. Zabawmy się w gladiatorów telepatów
28. Zabawmy się w "zachować uśmiech"
29. Zabawmy się w piękne słowa
30. Zabawmy się w chłopców i dziewczynki
31. Zabawmy się w proces wiewióra
32. Zabawmy się w rozmowę o pracę
33. Zabawmy się po ciemku
34. Zabawmy się w nowych przyjaciół
35. Zabawmy się w ratowanie kry
36. Zabawmy się w królową korsarzy
37. Zabawmy się w akademię śpiewu
38. Zabawmy się w prywatne życie Szczurmana
39. Zabawmy się w myślistwo
40. Zabawmy się w powielanie
41. Zabawmy się w dziennikarzy śledczych
42. Zabawmy się w psycho-naprawę
43. Zabawmy się z Agi
44. Zabawmy się w bycie fanem
45. Zabawmy się w mądry telefon
46. Zabawmy się w szuranie

### Sezon 4 (2020)
1. Si on jouait à la lettre
2. Si on jouait à la forêt à fessées
3. Si on jouait aux cartes
4. Si on jouait à Voice Academy 2
5. Si on jouait aux agents immobiliers
6. Si on jouait à cupidon.com
7. Si on jouait aux amis imaginaires
8. Si on jouait à silence on tourne
9. Si on jouait aux mauvais élèves
10. Si on jouait au patinage artistique
11. Si on jouait à l'Escape Room
12. Si on jouait à devine mon job
13. Si on jouait à la symphonie en rire majeur
14. Si on jouait pour gagner
15. Si on jouait au coffre mystérieux
16. Si on jouait à créer le besoin
17. Si on jouait à ni oui ni non ni banane
18. Si on jouait à la rédaction
19. Si on jouait aux belles histoires de mr chat
20. Si on jouait à la Mère Noël
21. Si on jouait à t'es pas net
22. Si on jouait à l'enquête délicate
23. Si on jouait aux histoires de fantôme
24. Si on jouait à suikidikiyé
25. Si on jouait à super vegan
26. Si on jouait au mécano quantique
27. Si on jouait à la kousinade
28. Si on jouait à gratte-moi si tu peux
29. Si on jouait aux moutons avocats
30. Si on jouait à la diplomatie de l'amour
31. Si on jouait au train du dodo
32. Si on jouait à cartoon sinon rien
33. Si on jouait à faire des histoires
34. Si on jouait au pays trop parfait
35. Si on jouait à la commedia dell'arte
36. Si on jouait à en voir de toutes les couleurs
37. Si on jouait au déménagement de ratman
38. Si on jouait aux têtes en boîtes
39. Si on jouait au génie de l'ordi
40. Si on jouait à mr mout et les neuneus
41. Si on jouait au multiversaire
42. Si on jouait à l'astre au logis
43. Si on jouait à faut que ça ruisselle
44. Si on jouait à questions-réponses
45. Si on jouait aux modos
46. Si on jouait à la boucle infernale
47. Si on jouait au grand livre du destin
48. Si on jouait à la saga du Greul: chapitre 1
49. Si on jouait à la saga du Greul: chapitre 2
50. Si on jouait à la saga du Greul: chapitre 3
51. Si on jouait toute seule
52. Si on jouait à faire un épisode

### Sezon 5 (2023)
1. Si on jouait avec la règle
2. Si on jouait à chat perdu
3. Si on jouait avec Vitamine
4. Si on jouait à... bien faire
5. Si on jouait au goût des champs
6. Si on jouait à être drôle
7. Si on jouait avec Nombril
8. Si on jouait au karma quizz
9. Si on jouait aux règles de l'art
10. Si on jouait à la pétanque cosmique
11. Si on jouait à... cours, rumeur ! Cours !
12. Si on jouait avec... Lavanade
13. Si on jouait avant... que ça arrive
14. Si on jouait à colin-maillard
15. Si on jouait chacun de son côté
16. Si on jouait avec qualité
17. Si on jouait contre Cramoisie
18. Si on jouait à avoir des idées, ou pas, ou plus
19. Si on jouait au concours des Mère Noël
20. Si on jouait au cinéma
21. Si on jouait au cinéma, la suite
22. Si on jouait avec Ardoise
23. Si on jouait à... vous avez changé
24. Si on jouait à l'exercice de style
25. Si on jouait avec Poucave ?
26. Si on jouait aux messagers
27. Si on jouait à la fête des fous-fous
28. Si on jouait à... tous ensemble
29. Si on jouait à la chasse aux chaussettes
30. Si on jouait avec Violasse
31. Si on jouait à la chasse à la grenouille
32. Si on jouait à l'interrogation
33. Les origines de Coin-Coin
34. Si on jouait à tout se dire
35. Si on jouait au coach à coacher
36. Si on jouait aux maîtres des jeux - partie 1
37. Si on jouait aux maîtres des jeux - partie 2
38. Si on jouait aux maîtres des jeux - partie 3
39. Si on jouait avec les sœurs

## Nagrody
| Rok  | Nagroda              | Kategoria                                                                                       | Wynik           |
| ---- | -------------------- | ----------------------------------------------------------------------------------------------- | --------------- |
| 2011 | Kids Screen Awards   | Kids Screen Awards za Najlepszy serial w kategorii Rodzina                                      | Wygrane         |
| 2011 | Nagroda Publiczności | Nagroda Publiczności na Festiwalu Festival de Liège za odcinek Si on jouait à la quête du greul | Wygrane         |
| 2011 | Kids Screen Awards   | Kids Screen Awards za Najlepszy serial Year of Class Familly                                    | Tylko Nominacja |